# International Society for the History of Medicine

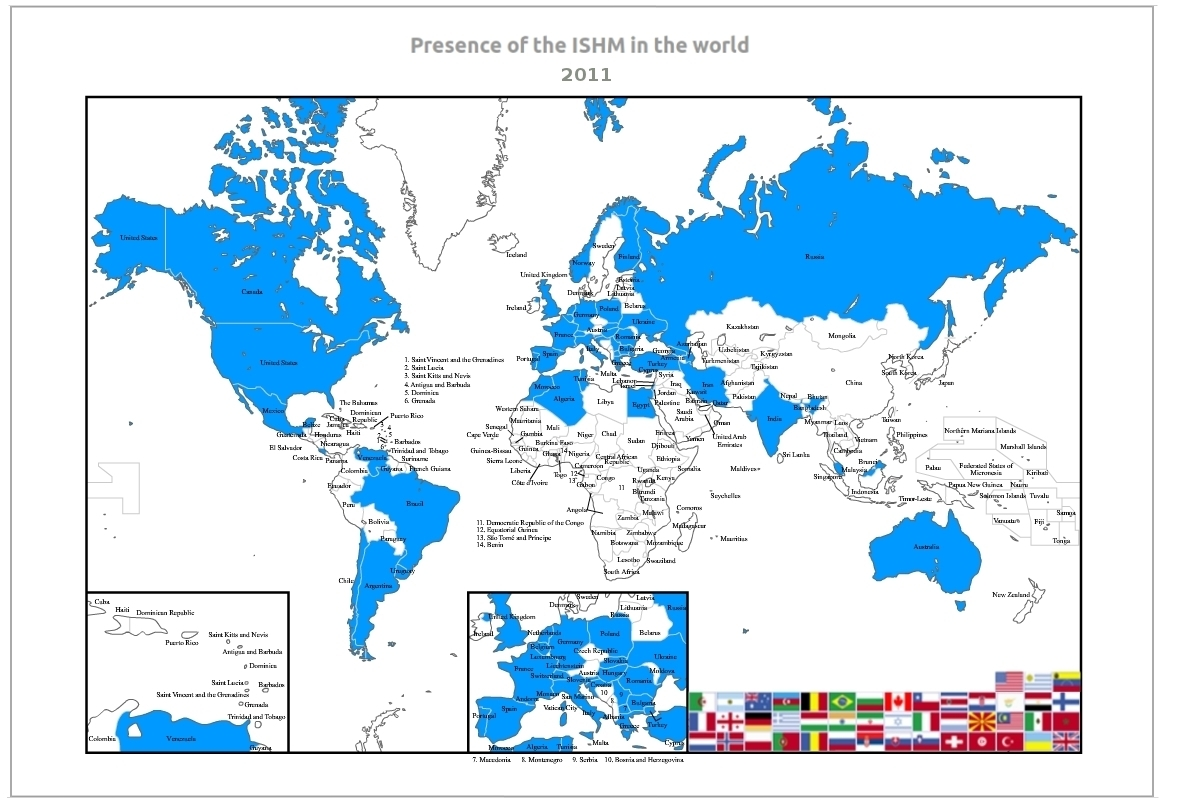
International Distribuzione territoriale delle sedi della Society for the History of Medicine.

L'International Society for the History of Medicine è un organismo internazionale no-profit dedicato agli studi accademici sulla storia della medicina, che si occupa anche dell'organizzazione dei congressi internazionali.
La società è presente in cinquanta nazioni, ha delegazioni in trentotto paesi e circa 800 membri. Vi sono società nazionali in Argentina, Belgio, Cile, Finlandia, Francia, Grecia, Italia, Messico, Marocco, Romania, Turchia e Regno Unito. Possono essere membri sia i medici che gli storici.

## Congressi internazionali
La società organizza un congresso internazionale a cadenza biennale, e, dal 2001, un incontro internazionale negli anni in cui non si tiene il congresso. Le comunicazioni e relazioni tenute ai congressi sono pubblicate sotto peer review.

## Vesalius
L'ISHM stampa, due volte l'anno, Vesalius, sottotitolata Acta Internationalia Historiae Medicinae, una rivista accademica che pubblica estratti dei temi trattati nei Congressi Internazionali e nei Meeting sulla storia della medicina, ed altre comunicazioni scientifiche.

## Presidenti
- 1921-1930: Jean-Joseph Tricot-Royer
- 1930-1936: Davide Giordano
- 1936-1946: Victor Gomoiu
- 1946-1953: Maxime Laignel Lavastine
- 1953-1964: Ernest Wickersheimer
- 1964-1968: Adalberto Pazzini
- 1968-1971: Maurice Bariety
- 1971-1976: Noël Poynter
- 1976-1980: De la Broquerie Fortie
- 1980-1984: Jean-Charles Sournia
- 1984-1992: Hans Schadewaldt
- 1992-1996: John Cule
- 1996-2000: Ynez Viole O'Neill
- 2000-2004: Jean-Pierre Tricot
- 2004-2008: Athanasios Diamandopoulos
- 2008–2016: Giorgio Zanchin
- 2016-2024: Carlos Viesca Treviño
- 2024-oggi: Dana Baran